# L'Incroyable Histoire du facteur Cheval
Pour les articles homonymes, voir Cheval (homonymie).
Pour plus de détails, voir Fiche technique et Distribution.
L'Incroyable Histoire du facteur Cheval est un film biographique français coécrit et réalisé par Nils Tavernier, sorti en 2018.
Ce film retrace, de façon romancée, la vie du facteur Ferdinand Cheval, homme simple et taciturne, qui conçut et réalisa au début du XXe siècle, une sculpture monumentale dénommée le Palais idéal et qui est encore visible de nos jours dans la petite ville de Hauterives, située dans la Drôme.
Malgré les épreuves de la vie, il trouvera le temps, la force et la volonté de réaliser son rêve de « Palais idéal », pierre par pierre, repérées lors des trente-trois kilomètres de sa tournée diurne autour de son village d'adoption, la petite cité d'Hauterives. À la nuit tombée, Ferdinand, qui a collecté ses cailloux, va construire son rêve de palais en poussant sa « fidèle » brouette pleine, en dépit de la raillerie des gens du village, mais avec l'estime de son administration. Petit à petit, des gens venus des quatre coins de la France vont finir par reconnaître son talent.

## Synopsis
Ferdinand Cheval, alias Joseph, est un homme réservé et solitaire. Le film commence en 1869 alors qu'il a récemment été nommé facteur à Hauterives. Son chef de poste, qui a une réelle sympathie pour lui, garde de côté les cartes postales illustrées qui sont illisibles et dont le service postal n'a pas pu identifier le destinataire. Le premier drame de Ferdinand sera la mort de sa première femme Rose et la séparation avec son fils Cyrille, âgé d'environ dix ans, sa famille considérant qu'il n'est pas apte à assurer la charge de celui-ci.
Plus tard, au cours de ses tournées, il fait connaissance de Philomène, une jeune veuve qui vit dans une ferme des environs et qu'il finira par épouser. Ferdinand reste distant et rêveur, mais il sait pétrir la pâte (il explique avoir été apprenti boulanger) et son épouse l'aime comme il est. En 1879, une fille prénommée Alice naît de leur union et si, au début, Ferdinand reste un père plutôt distant au grand désespoir de Philomène, l'homme finit par s'attacher à elle.
Entre-temps, lors d'une de ses tournées qui lui font parcourir la campagne drômoise, le facteur bute sur une pierre et dévale une pente abrupte en manquant de se rompre le cou. Il en perd d'ailleurs la moitié de son courrier, qu'il finira par récupérer. Intrigué par les raisons de sa chute, Ferdinand remonte sur le lieu de l'accident et déterre une grosse pierre, cause de son accident. Trouvant sa forme curieuse, il décide de l'emporter chez lui. Dès lors, un projet incroyable prend naissance dans son esprit : édifier un immense palais fait de pierres trouvées durant sa tournée et soudées par du mortier, qu'il dédiera à sa fille.
Qu'il neige, qu'il vente, qu'il pleuve, le facteur se lance dans sa recherche de pierres originales et élabore, année après année, son œuvre sous les yeux d'Alice, qui défend son père face aux sarcasmes des enfants du village qui le traitent de fou. Peu de temps après, son fils Cyrille, qui a réussi sa formation de tailleur, vient lui rendre visite et découvre sa petite sœur. Malgré son attitude réservée, Ferdinand est ému de revoir son fils après en avoir été séparé durant des années.
Puis un jour de 1894, le facteur fait une sévère chute depuis son échafaudage et se retrouve alité. Il se rend alors compte que sa fille est très sérieusement malade. Celle-ci mourra dans le courant de l'année, créant une douleur telle que le facteur hurlera de désespoir en constatant son décès. Il veut absolument déposer son corps dans le sous-sol du palais qui n'est pas encore achevé, mais le maire lui explique que la loi de la République s'y oppose formellement. De rage et de dépit, Cheval renverse le bureau de l'édile. Alice sera donc enterrée au cimetière communal. Peu de temps après, Cyrille décide de s'installer au village d'Hauterives avec son épouse et leurs filles Eugénie et Alice, redonnant ainsi au facteur un peu de joie de vivre, celui-ci décidant de reprendre son œuvre qu'il avait laissée de côté après la mort de son unique fille.

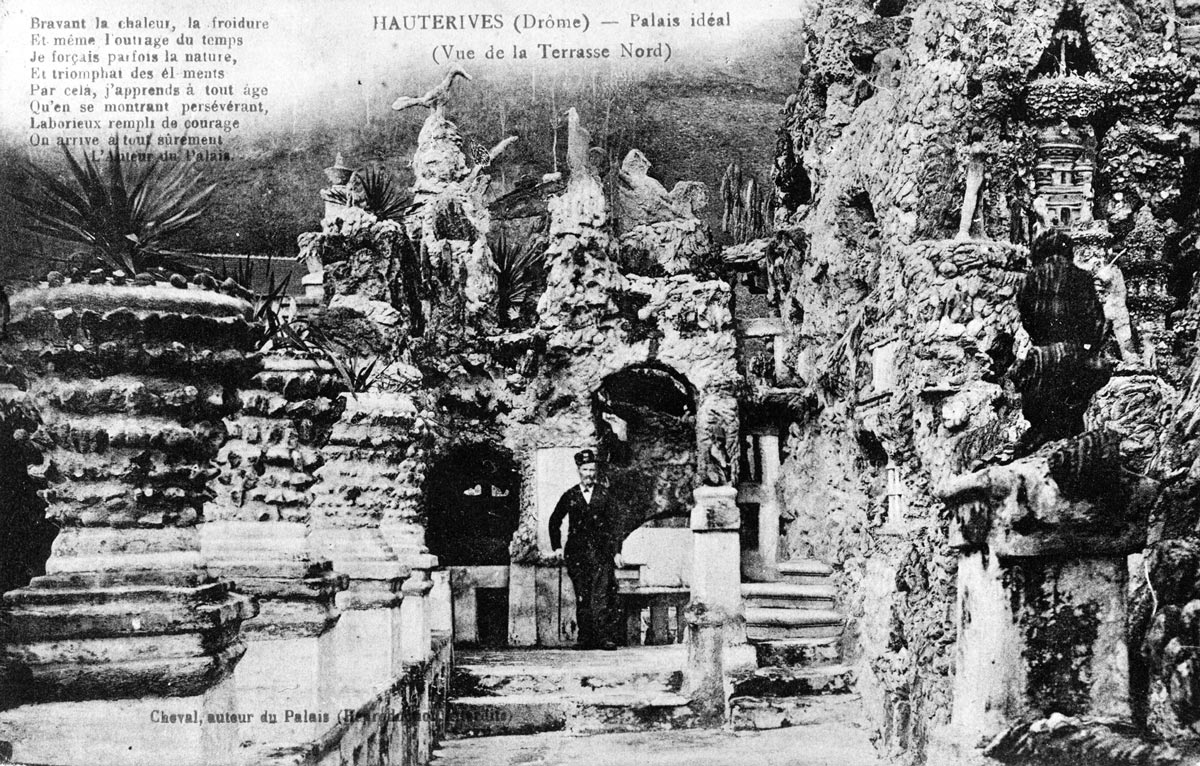
Carte postale représentant le facteur Cheval dans son œuvre

Au fil du temps, le palais devient célèbre. Tout d'abord dans la région (un journaliste de Romans-sur-Isère était déjà venu du temps d'Alice), mais maintenant, c'est de toute la France que les gens commencent à évoquer son œuvre. Le palais est presque abouti et Cyrille vient avec ses filles rendre visite à son père. Celui-ci, enfin heureux, appelle Alice à haute voix et l'inquiétude monte autour de lui, mais le facteur ne faisait qu'appeler sa petite-fille qui jouait en haut du palais. Un photographe vient même immortaliser l'œuvre et des cartes postales vont être éditées.
Le malheur retombe sur Ferdinand lorsque deux morts viennent encore l'endeuiller. D'abord, son fils Cyrille, puis son épouse Philomène. Très malade et recluse sur un fauteuil, son épouse lui demande si elle va mourir et le facteur lui répond alors, sans ménagement, mais sans méchanceté, comme une évidence, que oui, elle va mourir… Après ces deux décès et sachant qu'il ne pourra pas être inhumé sous son palais, le facteur décide de construire sa propre tombe, inspirée de son palais idéal, dans le cimetière même de sa commune. Un jour, sa petite-fille Alice, qui, autrefois, avait déjà émis le souhait d'organiser sa noce dans le palais, lui présente son fiancé et demande à son grand-père s'il viendra à son mariage. Celui-ci lui répond en lui demandant l'heure de la cérémonie.
Les dernières images du film présentent la fête de mariage d'Alice, qui se déroule juste devant le palais idéal, et le facteur devenu octogénaire observe les invités danser, dont de nombreux enfants. C'est alors que, mélangeant sa peine et sa joie, Ferdinand voit au-delà de l'image de sa petite-fille Alice, la vision de sa propre fille Alice, qui vient l'inviter pour danser.

## Fiche technique
Sauf indication contraire ou complémentaire, les informations mentionnées dans cette section peuvent être confirmées par la base de données Unifrance

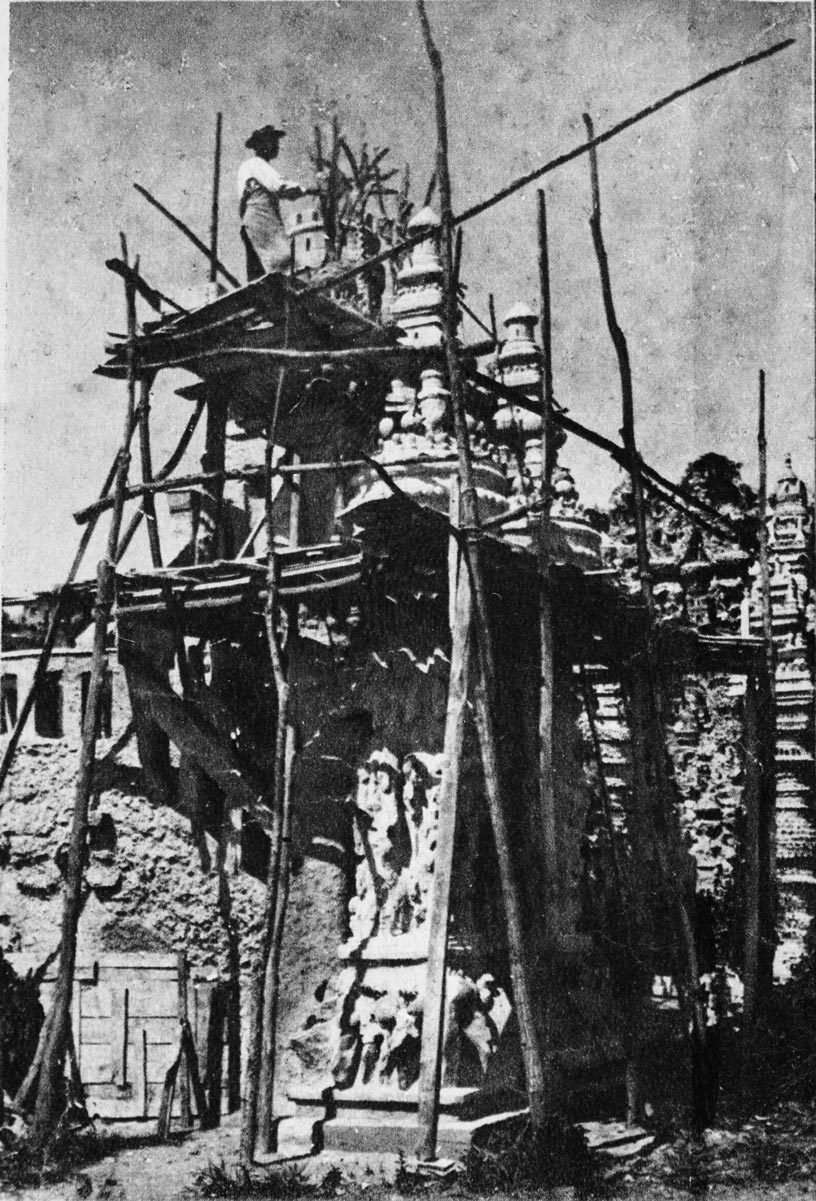
Ferdinand Cheval en pleine créativité artistique en janvier 1890

- Titre original : L'Incroyable Histoire du facteur Cheval
- Titre international : Postman Cheval
- Réalisation : Nils Tavernier[3]
- Scénario : Laurent Bertoni, Fanny Desmarès et Nils Tavernier
- Décors : Jérémie Duchier
- Costumes : Thierry Delettre
- Son : Thomas Pietrucci
- Photographie : Vincent Gallot[4]
- Montage : Marion Monestier
- Musique : Baptiste Colleu, Pierre Colleu
- Production : Alexandra Fechner[5],[6]
- Production associée : Philippe Logie, Michaël Priem
- Sociétés de production : Fechner Films, coproduction : Fechner BE, BeTV / Voo, Finaccurate, Auvergne-Rhône-Alpes Cinéma
- Sociétés de distribution : SND - Groupe M6 (France) ; A-Z Films (Québec), Praesens film (Suisse romande)
- Pays de production :  France
- Langue originale : français
- Format : couleur[7] — 1,85:1
- Genre : biographie[4]
- Durée : 104 minutes[8]
- Dates de sortie :
  - France : 24 septembre 2018 (avant-première à Hauterives)[9],[10] ; 16 janvier 2019 (sortie nationale)
  - Suisse romande : 16 janvier 2019
  - Québec : 5 juillet 2019

## Distribution
- Jacques Gamblin[n 2] : Ferdinand Cheval, dit « le facteur Cheval »[n 3]
- Laetitia Casta[2],[6] : Philomène, sa femme[13]
- Zélie Rixhon[14] : Alice Cheval (sa fille)
- Louka Petit Taborelli : Cyrille Cheval (son fils)
- Delphine Lacheteau : Alice Cheval, fille de Cyrille Cheval (sa petite-fille)
- Natacha Lindinger : Garance
- Bernard Le Coq : Auguste
- Florence Thomassin : Félicienne, une femme hostile à Cheval
- Aurélien Wiik : Benjamin Lecœur
- Alain Blazquez : Jean-Louis Revol
- Julien Personnaz : Louis Charvat, le photographe
- Melanie Baxter-Jones : Rosalie Cheval, la première épouse du facteur Cheval
- Thomas Baillet : Eugène
- Éric Savin : Joseph Cadier, un globe-trotter
- Franck Adrien : le docteur
- Pasquale d'Inca : Lucien Quampoix
- Bernard Villanueva : le maire d'Hauterives
- Milo Mazé : Cyrille Cheval à 7 ans
- Lilly-Rose Debos : Alice Cheval à 12 ans
- Marc Perrone : l'accordéoniste au mariage

Photos du réalisateur et des acteurs et actrices du film
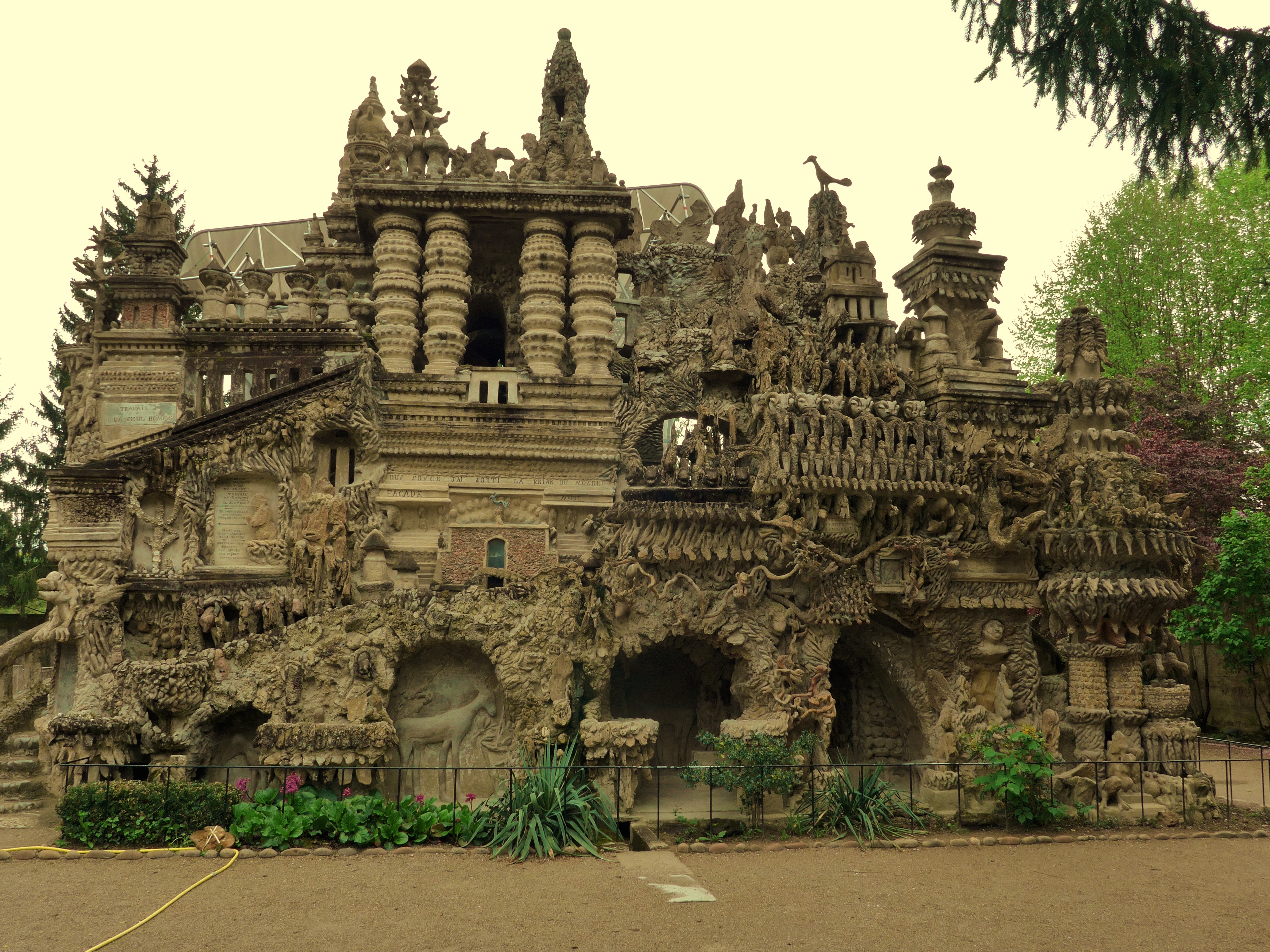
Le palais idéal (lieu principal du tournage)
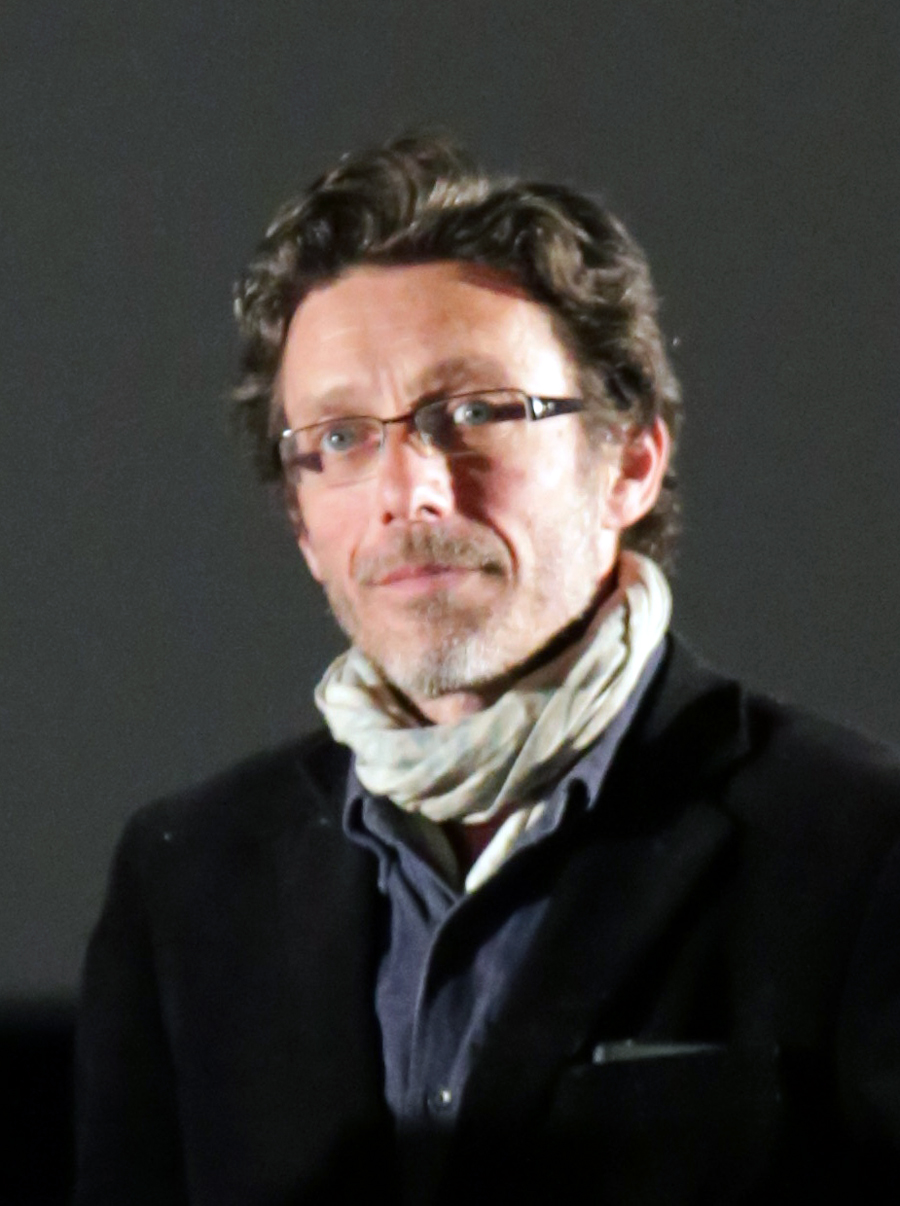
Nils Tavernier (réalisateur du film)
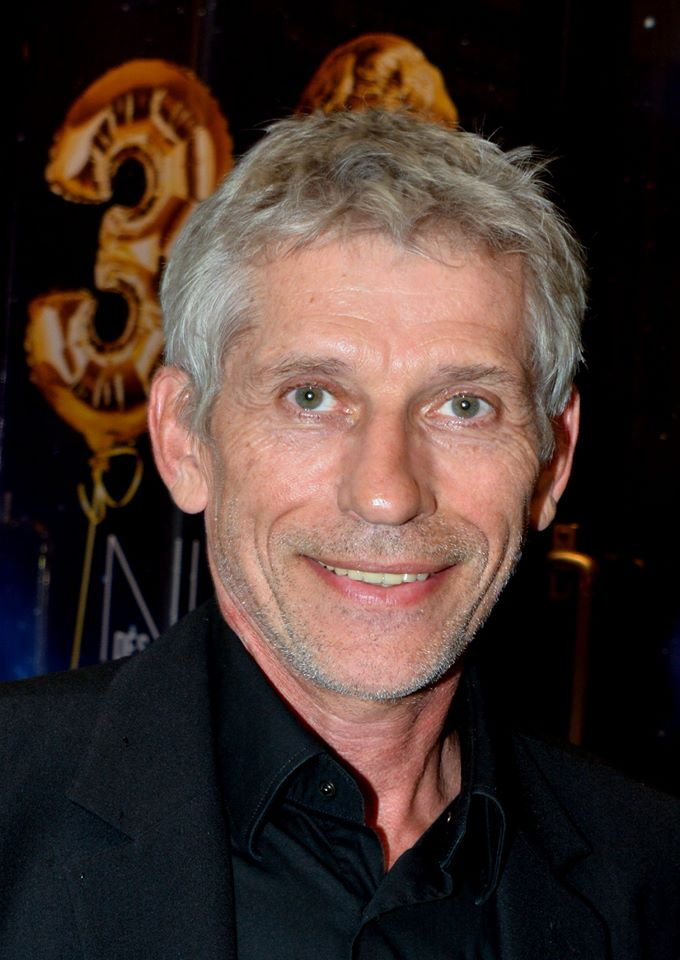
Jacques Gamblin (le facteur Cheval)
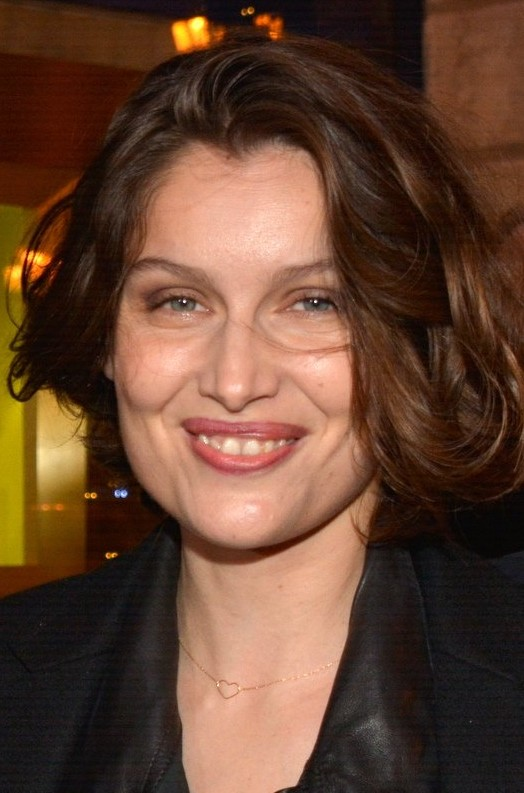
Laetitia Casta (Philomène Cheval)
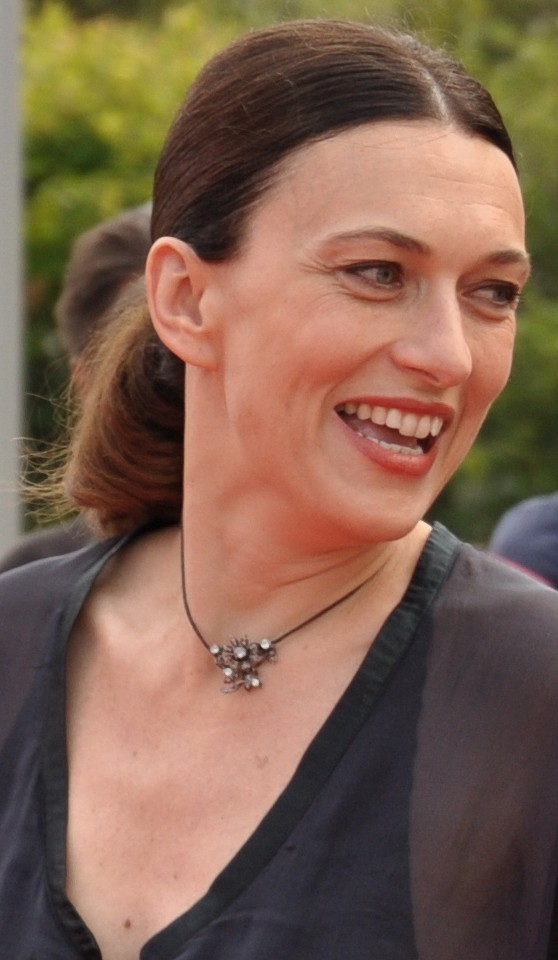
Natacha Lindinger (Garance)
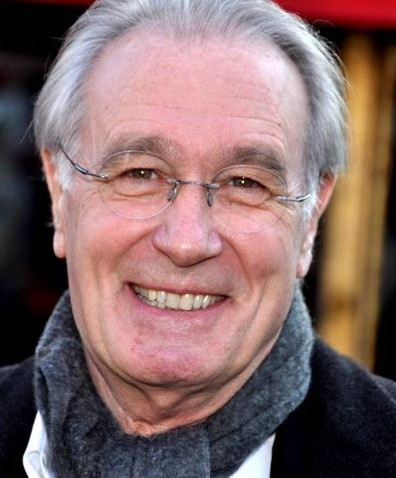
Bernard Lecoq (Auguste)
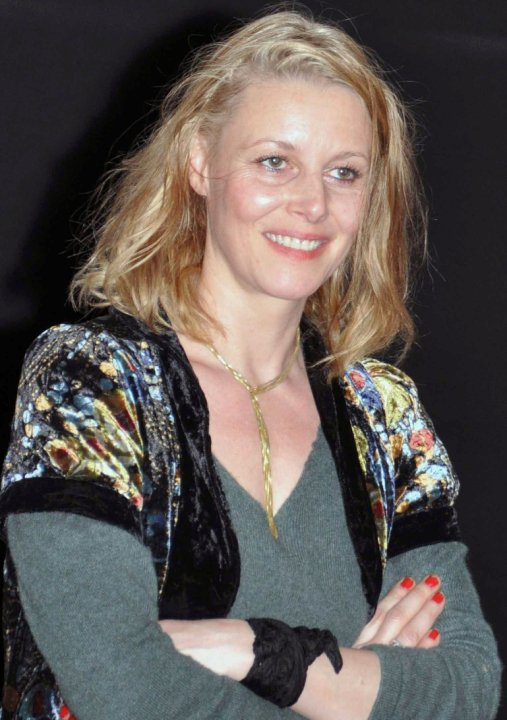
Florence Thomassin (Félicienne)
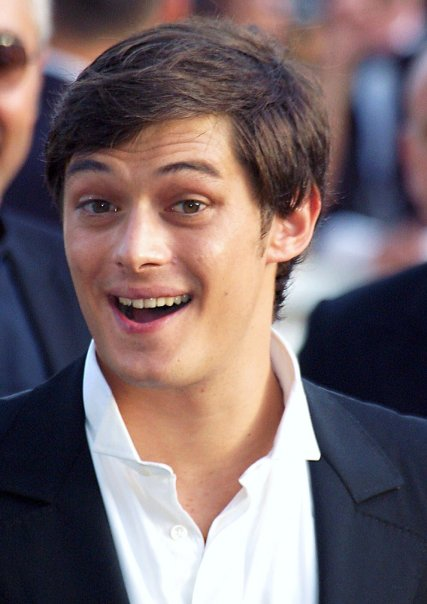
Aurélien Wiik (Benjamin Lecœur)
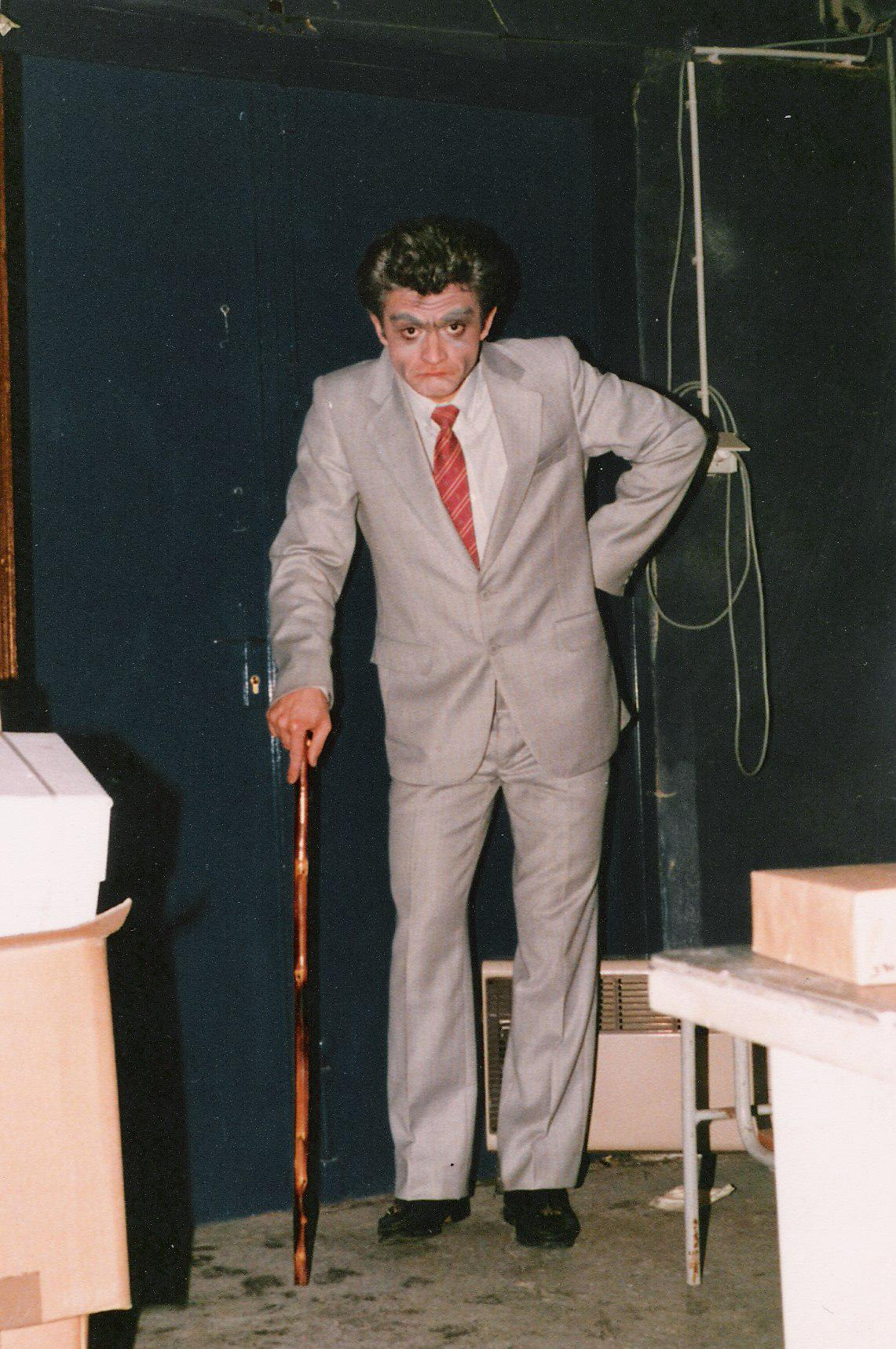
Franck Adrien (le docteur)

## Production

### Genèse et développement
L'idée du film est née de la rencontre entre la future scénariste du film Fanny Desmarès, passionnée par l'histoire du facteur dauphinois, et la productrice Alexandra Fechner, qui contactera ensuite Nils Tavernier pour mettre en scène ce personnage atypique. 
Le film est produit par Alexandra Fechner de Fechner Films.

### Tournage
Le tournage s'est déroulé à Hauterives, mais uniquement lors des scènes situées à l'intérieur du Palais idéal et essentiellement dans le village drômois de Mirmande pour les décors extérieurs durant les mois de septembre et d'octobre 2017.

## Accueil

### Sorties et festival
La première a lieu le 24 septembre 2018 à Hauterives, à laquelle ont assisté 850 spectateurs. Le lendemain, le film est projeté à la séance de clôture du festival De l'écrit à l'écran, à Montélimar,.

### Critiques
Les critiques sont plutôt assez partagées entre une franche admiration et une certaine déception.
Critiques positives
Fabrice Leclerc, spécialiste du cinéma dans l'hebdomadaire français Paris Match, considère que « Nils Tavernier offre un beau film sur l'amour inconditionnel et l'âpreté de la vie avec un épatant Jacques Gamblin ».
Selon, Corinne Renou-Nativel, critique de la page culture dans le quotidien la Croix, le film « réussit avec brio à restituer le passage du temps » et « puise sa beauté dans le mystère qui continue d’entourer le Palais idéal du facteur Cheval ». Elle considère également que Jacques Gamblin (« extraordinairement ressemblant ») et Laetitia Casta (d'une beauté sereine) offrent tous deux des prestations remarquables, donnant ainsi une « version romantique et lyrique » au film.
Critiques négatives
Le journaliste et critique de cinéma français Jean-Baptiste Morain écrit dans Les Inrockuptibles : « Tout cela ne constitue pas une fiction passionnante… », en ajoutant que « tout est ramené à des clichés faciles ».
Dans le quotidien Le Monde, la journaliste Clarisse Fabre considère que c'est « une belle idée » et que Jacques Gamblin s'est « donné sans compter pour incarner son personnage », mais que son jeu « reste figé », ne laissant aucune place à la fantaisie qui, selon la journaliste, devait habiter le facteur Cheval.

### Box office
Pour sa première semaine de diffusion (du 16 au 22 janvier 2019), le film réalise 256 173 entrées dans toute la France, la seconde semaine (du 23 au 29 janvier 2019) 179 379 entrées et la troisième semaine (du 30 janvier au 5 février 2019), un chiffre de 115 207 entrées, soit un cumul de 550 759 entrées sur trois semaines, score honorable, sachant que L'Incroyable Histoire du facteur Cheval est sorti dans la même période que de grandes superproductions hollywoodiennes dont il subit la concurrence, telles que Glass ou La Mule et même Aquaman, pourtant dans sa sixième semaine de diffusion, mais aussi d'autres films français très populaires tels que Les Invisibles et Yao.

## Autour du film

### Autour des acteurs
- Pour jouer le rôle du facteur, Jacques Gamblin a dû perdre quelques kilos afin d'apparaître plus maigre avec un visage émacié et s'est laissé pousser la moustache[26].
- Nils Tavernier a reconnu avoir écrit ce film en se basant sur le jeu de Jacques Gamblin, principal acteur de son précédent film, dénommé De toutes nos forces et qui se basait déjà sur la biographie d'un destin exceptionnel et atypique[27].
- Si Jacques Gamblin fut très vite pressenti pour incarner Ferdinand Cheval, c'est l'actrice Alexandra Lamy qui avait été initialement choisie pour interpréter le rôle de Philomène[28].
- L'accordéoniste Marc Perrone intervient musicalement dans le film, comme c'était déjà le cas pour trois films de Bertrand Tavernier, le père du réalisateur Nils Tavernier : Un dimanche à la campagne (1984), La Vie et rien d'autre (1989) et L.627 (1992).

## Distinction
- Festival du film de Sarlat 2018 : prix d'interprétation masculine pour Jacques Gamblin[29]